# Julie Andem

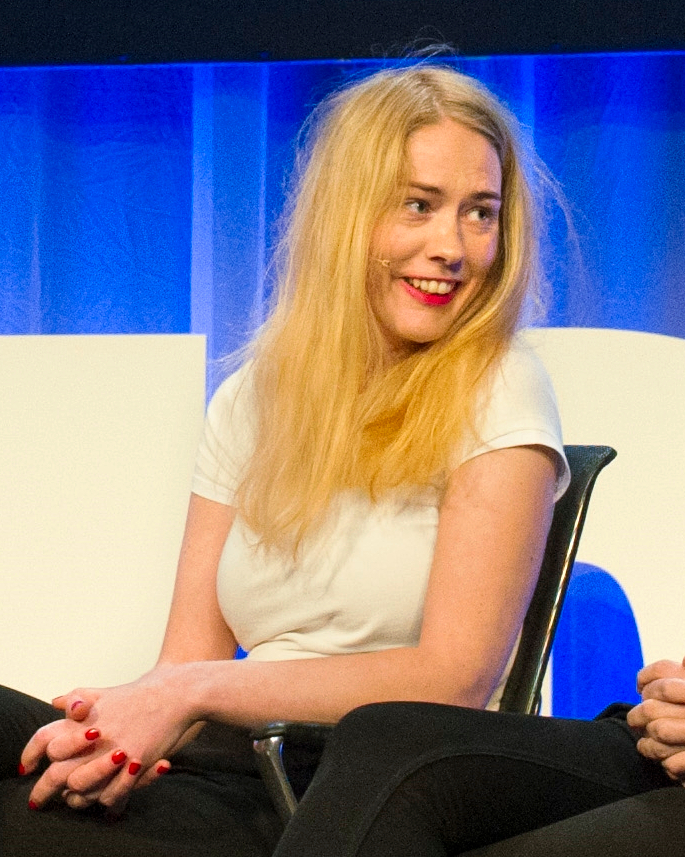
Julie Andem (2016)

Julie Andem (* 4. Juli 1982 in Oslo) ist eine norwegische Regisseurin und Drehbuchautorin. Sie wurde vor allem für die Jugendserie Skam bekannt, bei der sie sowohl das Drehbuch schrieb als auch Regie führte.

## Leben
Auf einer halbjährigen Reise durch Norwegen befragte sie Jugendliche über ihr Leben, um so Inspirationen für die Serie Skam zu bekommen. Die Jugendserie wurde beim norwegischen Rundfunk ein großer Erfolg und wurde deshalb in anderen Ländern neu verfilmt. Andem wirkte dabei bei einigen der Adaptionen mit. So war sie bei der US-amerikanischen Adaption Skam Austin als Produzentin, Autorin und Regisseurin tätig. Bei der französischen und spanischen Version arbeitete sie ebenfalls als Drehbuchschreiberin mit. Für ihre Tätigkeit bei der Originalfassung war Andem beim norwegischen Fernsehpreis Gullruten in den Jahren 2016 bis 2018 insgesamt vier Mal persönlich nominiert. Im Jahr 2017 gewann sie in der Kategorie „Bestes Drehbuch – Drama“ sowie in der Kategorie „Beste Regie – Drama“.
Ab September 2018 wurde ihr Drehbuch für die norwegische Skam-Version in Buchform veröffentlicht. Jede Staffel bekam dabei ein eigenes Buch und es sind darin auch verworfene Szenen und Andems Kommentare enthalten.
Im Oktober 2019 wurde bekannt, dass Julie Andem einen Zweijahresvertrag mit dem US-amerikanischen Fernsehprogrammanbieter HBO unterschrieb, um für den Sender neue Sendungen zu entwickeln.